# André Paulvé
André Paulvé (* 30. Oktober 1898 in Seignelay; † 8. Juli 1982 in Paris) war ein französischer Filmproduzent.

## Leben
Paulvé arbeitete in jungen Jahren als Kaufmann und war unter anderem bei einer Bank angestellt. 1937 wandte er sich dem Filmgeschäft zu und gründete mit der Discina die eigene Verleihfirma. 1939 folgte eine weitere Gründung, die Produktionsfirma Spéva. Während der deutschen Besatzung 1940 bis 1944 stellte Paulvé eine Fülle von zum Teil künstlerisch hochklassigen, in ihrer Grundstimmung überwiegend düsteren Filmen her, darunter Die Nacht mit dem Teufel, Wetterleuchten und Der ewige Bann. Bei Marcel Carnés Meisterwerk Kinder des Olymp half Paulvé bei der Finanzierung. Paulvé produzierte in nur zehn Jahren die Inszenierungen einiger der angesehensten Regisseure seines Landes, darunter Robert Siodmak, Marcel L’Herbier, Jean Grémillon, René Clément, Jean Delannoy, Yves Allégret, Jacques Tati und Christian-Jaque.
Paulvé startete sein Œuvre nach Kriegsende mit Jean Cocteaus legendärer, von der Kritik euphorisch aufgenommenen Fabel Es war einmal. Nach einer Reihe von rein kommerziellen Produktionen kam es 1949 zur erneuten Kooperation mit Cocteau. Das Ergebnis war das von der Kritik umjubelte Filmkunstwerk Orpheus. Paulvés letzte bedeutende Arbeit war das 1951 von der Spéva in Zusammenarbeit mit den Brüdern Raymond und André Hakim produzierte Sittenbild Goldhelm von Jacques Becker. 1954 zog sich Paulvé aus der aktiven Filmproduktion zurück.

## Filmografie
- 1939: Mädchenhändler (Pièges)
- 1939: Das Glück (La Comédie du bonheur)
- 1941: Histoire de rire
- 1941: Der erste Ball (Premier bal)
- 1942: Die Spielhölle von Macao (Macao, l’enfer du jeu)
- 1942: Die Nacht mit dem Teufel (Les Visiteurs du soir)
- 1942: Wetterleuchten (Lumières d’été)
- 1943: La Vie de Bohème
- 1943: Les Mystères de Paris
- 1943: Der ewige Bann (L’Éternel retour)
- 1943: L’Homme de Londres
- 1944: Das Geheimnis der Berghütte (Sortilèges)
- 1945: Schatten über ein Frauenherz (La Part de l’ombre)
- 1946: Sylvia und das Gespenst (Sylvie et le fantôme)
- 1946: Es war einmal (La Belle et la Bête)
- 1947: Das Boot der Verdammten (Les Maudits)
- 1948: Ruy Blas, der Geliebte der Königin (Ruy Blas)
- 1948: Die Kartause von Parma (La Chartreuse de Parme)
- 1948: Die Schenke zum Vollmond (Dédée d’Anvers)
- 1949: Tatis Schützenfest (Jour de fête)
- 1949: Majestät amüsiert sich (Le Roi)
- 1950: Orpheus (Orphée)
- 1950: Eine Frau im Sattel (Manèges)
- 1950: Der Vagabund von Paris (Ma pomme)
- 1951: Chefarzt Dr. Delius (Un grand patron)
- 1952: Goldhelm (Casque d’or)
- 1953: Mourez, nour ferons le reste
- 1954: Le Grand pavois